# 清华大学百日大武斗
清华大学百日大武斗，是指1968年4月23日至7月27日，在“文革”期间，清华大学红卫兵两派之间所发生的大武斗，是北京最为严重的武斗事件，动用各种棍棒、土枪、土炮、地雷、手榴弹、半自动步枪、燃烧瓶、土坦克等装备，针对大礼堂、东区浴室楼、科学馆等进行抢占与争夺。此次武斗共导致18人死亡，1,100多人受伤，30多人终身残疾，直接经济损失1,000余万元。

## 背景
1966年12月成立的清华大学井冈山兵团内部由于对于“文革”的一些观点看法不同而于四个月后分裂为团派与四派（或“四一四派”）。
1967年间，清华红卫兵“团派”和“四一四派”出现部分冲突，但由于大多数人忙于社会上的“全面内战”活动，无暇顾及校内。1967年冬，中共中央为结束全国范围混乱局面，要求所有大、中学校学生一律返回学校，进行“復课闹革命”，于是两派矛盾开始突出。但当时中央要求“大办学习班”、“消除派性”，因此矛盾没有过度激化。
1968年3月下旬，“杨、余、傅事件”后，中央文革鼓动全国再次开展“反叫屈”、“反右倾”斗争，提出“对派性要进行阶级分析”，从而使校园内派性间矛盾开始膨胀。

## 武斗

### 前期
最开始，“团派”和“414派”还只是相互辩论，逐渐升级为语言冲突、肢体冲突，直到大打出手。初期，蒯大富约束手下要“讲理”、“忍让”，但听到江青关于“文攻武卫”的讲话（要用“文”的方法，去和修正主义斗争，如果对方不服，要用武力自卫。）后，开始意识到对立派系对自己造成的威胁，从而决定开展武斗。
4月14日、4月15日，团派蒯大富等人策划绑架了4名与罗征启一起支持414派的清华中层领导干部文学宓、李康、饶慰慈、刘承娴并严刑逼供、栽赃罪名，制造了所谓“罗、文、李、饶反革命集团案”。4月20日，414派作为报复，也抓了支持团派的领导干部、电机系代书记陶森。团派对414派发出最后通牒，414派意识到可能发生武斗，开始在科学馆等处进行设防。4月22日晚，414派宣布次日要在大礼堂批斗支持团派的那位干部。团派立马表示反对，扬言要冲击会场。驻清华的解放军毛泽东思想宣传队对双方进行疏导，但没有起到任何效果。
4月22日午夜，100多名团派学生抢占大礼堂，缴获414派的400支长矛，并于次日（4月23日）凌晨通过广播通告。414派闻听消息，立刻前往抢占大礼堂东侧的旧电机馆，团派也前去抢占，双方产生摩擦和打斗，解放军毛泽东思想宣传队前去调解无效。双方参加人数越来越多，到上午10时，参与人数达1000余人，争夺范围扩展到11号楼、12号楼。下午4时，团派占据旧电机楼和11号楼，414派占据12号楼，武斗短暂结束。驻校解放军毛泽东思想宣传队有4人轻伤，北京卫戍区副司令员李钟奇亲自到场协商无果。这是“百日大武斗”的第一场武斗。
4月29日又发生“抢米武斗事件”，414派截获运送来的两卡车大米，准备运送到科学馆，团派派人去抢，但半路遭到414派伏击。卡车为躲避石块攻击导致翻车，压死一名学生。5月2日，团派向414派控制的土建馆发起袭击并获得成功，馆内贵重电器、仪表遭到严重破坏。

### 中后期
5月2日武斗之后，在北京市革命委员会调解下，双方公开进行谈判、商讨停止武斗、交换“战俘”，但私下都在积极备战。5月底，团派蒯大富组织建立了“清华大学井冈山兵团文攻武卫总指挥部”，指挥开展武斗，414派也成立相应“文攻武卫”组织。
5月29日，两派学生组织又发生冲突，团派立即全员出动，拿着木棍、铁棍和其他劳动工具包围、殴打四派数百人，不一会儿，四派组织一千多人反扑。蒯大富指挥埋伏在楼房高处的人员狠砸石块、砖头，将四派众多人员打成重伤。战斗以团派全胜结束。
5月29日，团派在旧电机馆召开会议，决定对414派发动全面攻击，商定了攻打414派控制东区浴室楼的详细计划，采用“袭点打援”的方法，先偷袭浴室楼，偷袭失败即强攻，同时埋伏歼灭414增援队伍。会议确定以鲍XX（具体名失考）为总指挥。
5月30日凌晨3时，蒯大富在清华大学自备电厂下令拉闸断电，发出攻击信号。由于偷袭被发现，因此变成对414派的强攻。团派攻击人员在浴室楼下架起梯子、挥动长矛攻击浴室楼顶，414派守卫人员用长矛守住楼通道，用砖头、石块砸向团派攻击人员。团派攻击人员又使用弓箭、自行车内胎制成的石块投掷器向楼顶守卫人员发动攻击。同时，414派支援人员与团派伏击人员也打得激烈，414派动用拖拉机改造的“土坦克”突围失败。学生卞雨林、许恭生和工人段洪水死亡。虽然有人死亡，但总指挥鲍XX主张坚持，指挥团派向浴室楼投掷汽油燃烧瓶，将整个浴室楼点燃。414派守卫人员被迫投降，3人严重烧伤。
此时，两派开始抢夺学校大楼用于训练民兵的武器库（一说利用教学实验工厂设备制造）武器，并派人外出收集枪支弹药。当时414派占据校园东南部，团派占据西北部，但414派控制的科学馆却位于团派半包围之中，因此成为主战场。由于形势紧张，5月30日起，陆续有大批学生、教职工开始搬离。
7月，团派蒯大富召开会议决定武力封锁科学馆。7月4日、7月5日，科学馆守卫学生朱育生、杨志军被射杀。科学馆被严密封锁，失去给养，楼内414派学生只能用馒头、盐水充饥。
虽然7月3日中共中央、国务院、中央军委、中央文革小组公布了《“七·三”布告》要求停止武斗，但清华两派毫不理会。7月9日上午，团派用燃烧弹点燃科学馆屋顶，烧毁科学馆三层，414派退守一层、二层。414派开始挖地道突围，但团派动用地震仪监测，并于7月16日将地道炸毁。

## 七·二七事件
1968年7月27日，中共中央、国务院、中央军委、中央文革小组发出通知，对教育部实行军事管制，成立军事管事领导小组，意图停止高校武斗。同日，毛泽东派一支三万多人（一说十万人，8月初减少至5147人）组成的工人、解放军毛泽东思想宣传队（工、军宣队）进驻清华，由中共中央警卫部队（8341部队）副团长张荣温率领。414派因困境而当即宣布接受工、军宣队领导，到下午4时，交出了一卡车武斗武器，并开始拆除武斗工事。
但当时团派有关人员拒绝停止武斗和交出武器，称：“我们不知道有毛主席的这一指示，我们只听蒯司令的！”。团派蒯大富等人公然与工、军宣队对抗，用长矛、手榴弹、步枪等武器，袭击无武器的工宣队工人，导致王松林、张晓涛、潘志宏、韩忠现、李文元5名工人被杀害，另有731位工人受伤，史称“七·二七事件”。该事件表明“文革”中全国群众武斗已经远远超出中央的预料，完全可能失控于“无产阶级司令部”。

### 七·二八召见
1968年7月28日凌晨3点半到上午8点半，毛泽东、林彪、周恩来等人紧急召见了北京红卫兵造反派“五大领袖”（蒯大富、聂元梓、韩爱晶、谭厚兰、王大宾），严厉批评他们的行为。会见期间，毛泽东和其他与会中央领导将清华文革与广西文革等一些地方文革的活动联系起来，几乎将清华、北航为代表的北京造反派当作广西“4·22”造反派的后台一同斥责，周恩来批评韩爱晶“广西佬躲在你北航”，毛泽东接着说“你们把广西4·22藏起来了，广西学生住在北航”，而康生认为“他们想控制全国运动”。此后，红卫兵造反运动衰败，文化大革命进入下一阶段。